# Wintrebertia donskoffi
Wintrebertia donskoffi är en insektsart som beskrevs av Marius Descamps och Wintrebert 1965. Wintrebertia donskoffi ingår i släktet Wintrebertia och familjen Euschmidtiidae. Inga underarter finns listade i Catalogue of Life.